# アレクサンドル・ドゥ・ロード

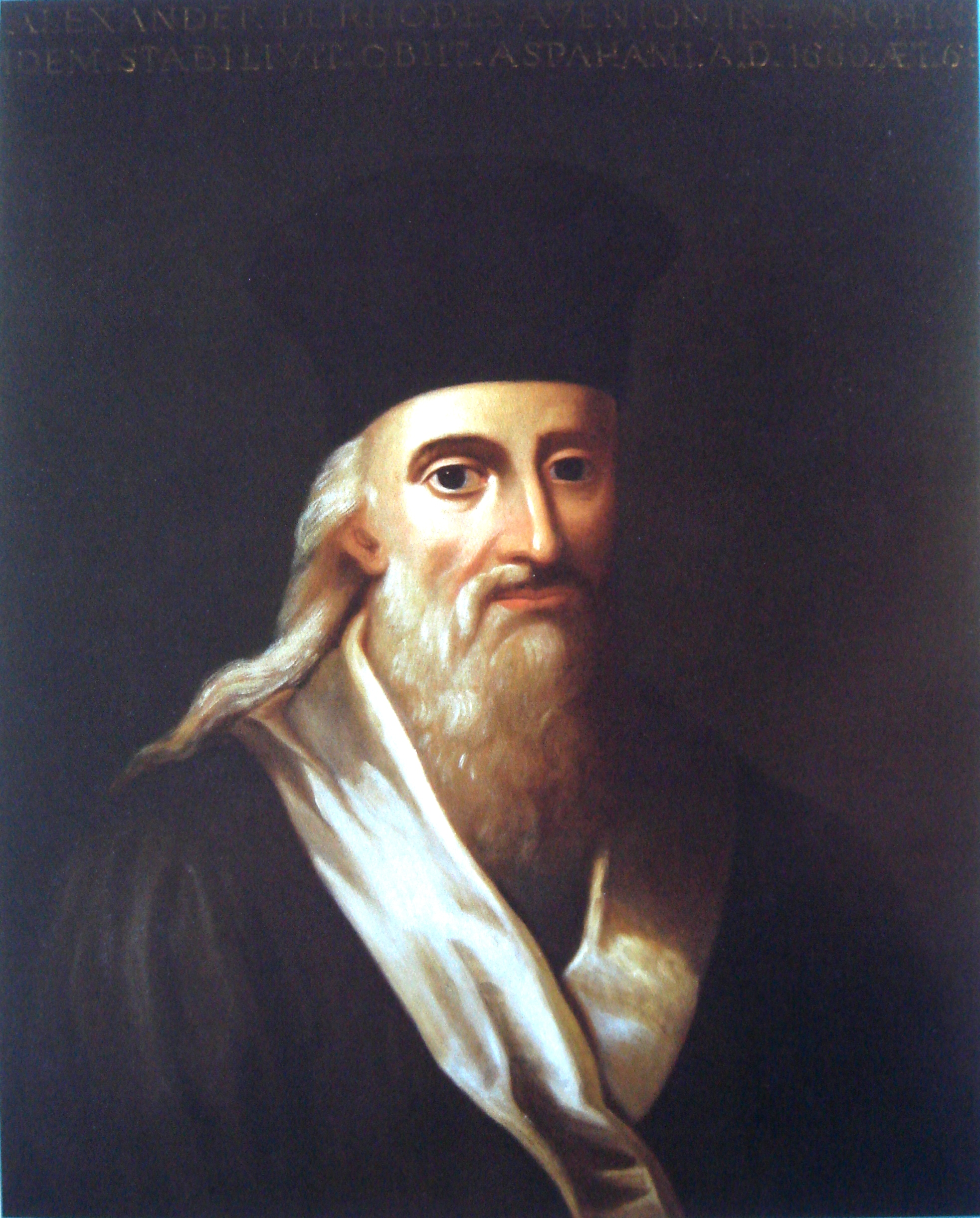
アレクサンドル・ドゥ・ロード

アレクサンドル・ドゥ・ロード（Alexandre de Rhodes, 1591年3月15日-1660年11月5日）はフランス出身のカトリック司祭、イエズス会宣教師。ベトナム宣教に大きな足跡を残すだけでなく、ベトナム語のラテン文字表記の方法を考案したことでも知られる。

## 生涯
1591年にフランスのアヴィニョンで生まれたドゥ・ロードは1612年4月24日にイエズス会に入会した。1619年に宣教師としてインドシナに赴いた。ベトナムでのイエズス会の宣教活動は1615年に始められたばかりであった。1620年にハノイ入りしたドゥ・ロードは以後10年にわたってベトナムの王宮で仕えた。ベトナム語とその文化を学んだドゥ・ロードは初めて『ベトナム語のカテキズム』や『ポルトガル語-ラテン語-ベトナム語辞典』を編纂した。また、ベトナム語をラテン文字で表記する方法を初めて考案し、このやり方が後に「クオック・グー」と呼ばれて広く用いられることになった。ドゥ・ロードは自らの報告の中で6000人以上のベトナム人に洗礼を授けたと述べている。
1624年、東インド諸島での宣教も行い、1627年からはトンキンで働いた。1630年になってベトナムでカトリック教会への迫害が起こるとドゥ・ロードも出国を余儀なくされた。その後10年間をマカオで過ごした後、ドゥ・ロードは阮氏（広南阮氏）が支配していたベトナム南部に再入国し、フエで活動した。その後の政情不安のあおりを受けて1649年にローマへの帰国を余儀なくされたドゥ・ロードはベトナム紹介を行いながら、ベトナム宣教のための資金援助を各方面で求めた。
ベトナムへ再び赴きたいというドゥ・ロードの願いはかなえられず、1660年にはペルシアに派遣されることになった。ドゥ・ロードは同地へ赴いたが11月5日にエスファハーン（現在のイラン）で世を去った。
ドゥ・ロードはベトナムの文化や歴史をヨーロッパに伝えたことに大きな業績があった。ローマ滞在中、ドゥ・ロードはベトナムに関する複数の書籍を出版している。たとえば『トンキン王朝の歴史』（1650年）や『ポルトガル-ラテン語-ベトナム語辞典』（1651年）などである。1943年には仏領インドシナでドゥ・ロードの肖像の切手が発行されている。